# 艾哈迈德·杰西姆·扎阿比
艾哈迈德·杰西姆·扎阿比（阿拉伯語：أحمد جاسم الزعابي），阿联酋经济学家与政府高级官员，现任阿布扎比执行委员会成员、阿布扎比酋长国政府经济发展部部长。其主导实施阿布扎比猎鹰经济，系该酋长国摆脱石油依赖，经济多元化转型过程中的核心决策者之一。

## 职业生涯
始于阿布扎比证券交易所（ADX），随后在阿布扎比政府办公室任职期间，主要负责多个国有企业资产的管理工作，并牵头实施若干公共机构的结构调整项目。同时开始参与阿布扎比财政事务的管理工作，此后晋升为阿布扎比国家石油公司（ADNOC）首席财务官，全面负责该能源集团的资本运作与财务战略规划工作。后成为阿布扎比执行委员会成员，现任经济发展部（ADDED）部长，并同时担任Hub71科技孵化器董事会主席及阿布扎比质量与合规监管委员会主席，主导制定地区质量标准体系相关工作。